# El esqueleto de la señora Morales
El esqueleto de la señora Morales („Kostur gospođe Morales”) meksički je film iz 1960. Redatelj ove komedije je Rogelio A. González, a producent Sergio Kogán. Film je temeljen na priči The Islington Mystery, koju je napisao Arthur Machen. Prema mnogim kritičarima, ovaj film je jedan od najboljih meksičkih filmova ikad snimljenih.

## Uloge
Glavni likovi su dr. Pablo Morales (Arturo de Córdova) i njegova supruga Gloria (Amparo Rivelles), koju on ubije te njezin kostur izloži u svom izlogu.
Ostali likovi:
- Rosenda Monteros — Meche (sluškinja)
- Elda Peralta
- Luis Aragón — Elodio
- Mercedes Pascual — Lourditas Mendiolea
- Antonio Bravo — Artemio Familiar
- Angelines Fernández — Clara (Glorijina sestra)